# Johannes Gallandi
Johannes Jakob Theophil Benjamin Gallandi (né le 15 juin 1843 à Paterswalde (de), arrondissement de Wehlau et mort le 31 décembre 1917 à Königsberg) est un lieutenant-colonel prussien qui s'est fait connaître comme généalogiste de la noblesse de Prusse-Orientale et comme chroniqueur du régiment de grenadiers "prince-héritier".

## Biographie
Gallandi est issu d'une vieille famille paysanne de Prusse-Orientale. Il est le fils du pasteur de Paterswald Johann Otto Gallandi (1808-1852) et de la fille du pasteur Auguste, née Koehler (1802-1885). Il étudie le collège Frédéric de Königsberg et, après avoir réussi son examen de fin d'études le 20 septembre 1861, il est entré comme élève-officier dans le 1er régiment de grenadiers de l'armée prussienne à Königsberg, dans lequel il sert comme officier du 11 novembre 1862 à 1886. Il participe à la guerre austro-prussienne en 1866 et est adjudant du 1er bataillon à partir de la mi-décembre 1866. En cette qualité, il publie en 1869 Geschichte des Königlich Preußischen Ersten Ostpreußischen Grenadier-Regiments Nr. 1 Kronprinz. 1855–1869 et reçoit pour cela l'ordre de la Couronne de 4e classe. Pendant la guerre contre la France, il occupe son poste jusqu'à fin novembre 1870 et est décoré de la Croix de fer de 2e classe pour la bataille de Noisseville.
Après le traité de paix, Gallandi sert comme adjudant de régiment du 7 mars 1872 au 10 octobre 1873. Le 11 février 1875, il est nommé capitaine à la suite de son régiment et commandant de compagnie à l'école des sous-officiers de Juliers, puis à Marienwerder en la même qualité à partir du 1er octobre 1879. À la mi-septembre 1882, Gallandi rejoint son régiment d'origine en étant nommé chef de la 10e compagnie. Le 16 mars 1886, il est muté comme agrégé au 45e régiment d'infanterie, avec promotion au grade de major surnuméraire. Le 9 août 1887, il est nommé commandant du 2e bataillon du 47e régiment d'infanterie. Dans cette position, il reçoit l'ordre de l'Aigle rouge de 4e classe lors de la fête de l'Ordre en janvier. Il prend sa retraite le 16 février 1889 avec une pension et l'autorisation de porter l'uniforme du 1er régiment de grenadiers.
Après ses adieux, il retourne à Königsberg et reçoit le 12 septembre 1894 le caractère en tant que lieutenant-colonel.
Pendant son service actif, Gallandi s'intéresse à l'histoire de son régiment, ainsi qu'à la noblesse de Prusse-Orientale et à ses armoiries. De son vivant, il ne publie que quelques livres et quelques articles de revues. Il laisse ses généalogies, en partie presque complètes, de la noblesse de Prusse-Orientale et Occidentale, ainsi que sa collection d'armoiries aux Archives royales d'État de Königsberg. Aujourd'hui, son legs est conservé aux archives d'État secrètes du patrimoine culturel prussien (de) à Berlin. Avec sa fortune, il crée la fondation familiale Gallandi-Koehler, qui verse des bourses d'études aux jeunes membres de la famille dans le besoin. Gallandi est resté célibataire.

## Publications
- Geschichte des Königlich Preußischen Ersten Ostpreußischen Grenadier-Regiments Nr. 1 Kronprinz. 1855–1869. Mittler, Berlin 1869.
- Königsberger Stadtgeschlechter. In: Altpreußische Monatsschrift, Bd. 19 (1882), S. 177–236 und Bd. 20 (1883), S. 1–52, 193–232, 451–478 und 567–643; Nachdruck: Königsberger Stadtgeschlechter. Verein für Familienforschung in Ost- und Westpreußen e. V., Hamburg 1961 (= Sonderschriften des Association d'étude de la famille en Prusse-Orientale et Occidentale (de) e. V., Nr. 1); Register von Kurt Tiesler: Königsberger Stadtgeschlechter und ihre Verwandten. Familiengeschichtliche Blätter, Bd. 19 (1921),  Heft 7, Sp. 197–202, Heft 8, Sp. 233–240 und Heft 9, Sp. 261–268.
- Geschichte des Grenadier-Regiments Kronprinz (1. Ostpreußischen) Nr 1. 1869–1882. Mittler, Berlin 1883.
- Die von Aweyden. In: Altpreussische Monatsschrift. Band 24, 1887, S. 60–137
- Geschichte des Grenadier-Regiments Kronprinz (1. Ostpreußischen) Nr 1. 1882–1900. Mittler, Berlin 1901.
- Vasallenfamilien des Ermlands und ihre Wappen. Zeitschrift für die Geschichte und Altertumskunde Ermlands, Bd. 19 (1916)
- Altpreußisches Adelslexikon. In: Société des Antiquités de Prusse (de) (Hg.): Prussia. Königsberg in Preußen (vier Lieferungen 1926–35; bis zum Artikel Bieberstein)
- Address-Calender Königsberg auf das Jahr 1733. Verein für Familienforschung in Ost- und Westpreußen, Hamburg 1962 (= Sonderschriften des Vereins für Familienforschung in Ost- und Westpreußen, Bd. 2)